# Bell Labs
Nokia Bell Labs – oddział badawczy i wdrożeniowy fińskiej firmy telekomunikacyjnej Nokia, oryginalnie założony jako centrum badawcze firmy AT&T.

## Historia
Powstał w 1925 z inicjatywy Waltera Gifforda, prezesa American Telegraph and Telephone (AT&T) z wydziału rozwojowego przedsiębiorstwa Western Electric. Laboratoria należały w 50% do Western Electric i 50% do AT&T.
Pierwotnie dział rozwojowy ulokowany był w przy ulicy 463 West Street w Nowym Jorku, ale w czasie II WŚ został częściowo przeniesiony poza miasto. Główny ośrodek zlokalizowano w Murray Hill, 33 km na zachód od NYC. W latach 60. do Murray Hill przenoszono coraz więcej biur w tym wszystkie nowojorskie. Pracowało tam 3 tysiące osób z czego ok. 1/3 posiadało tytuły doktorskie.
Zajmowano się tam szerokim spektrum badań technologicznych. Oddział dzielił się na 3 sekcje: badawczą, budowy systemów, rozwojową. Pierwsza zgłębiała praktyczne zastosowania takich działów nauki jak: matematyka, fizyka, nauki materiałowe, nauki behawioralne, teoria programowania komputerowego, kładąc podstawy pod współczesną telekomunikację. Dział inżynieryjny zajmował się budową skomplikowanych systemów dla sieci telekomunikacyjnych, zaś rozwojowy – największy z trzech – projektowanie systemów zarówno sprzętowych, jak i programistycznych dla telekomunikacji.
John Bardeen, William Bradford Shockley i Walter Houser Brattain opracowali tutaj w 1947 pierwszy tranzystor, za co w 1956 roku otrzymali Nagrodę Nobla z dziedziny fizyki.

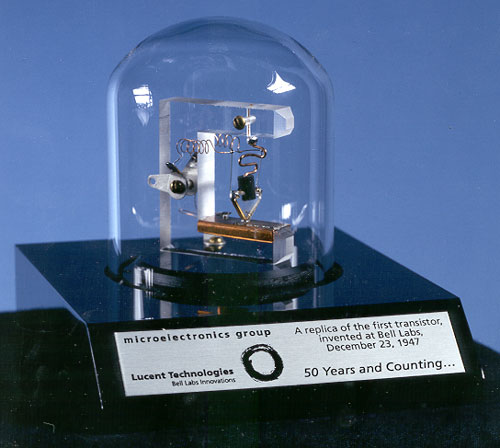
Replika pierwszego tranzystora skonstruowanego w Bell Laboratories w 1947
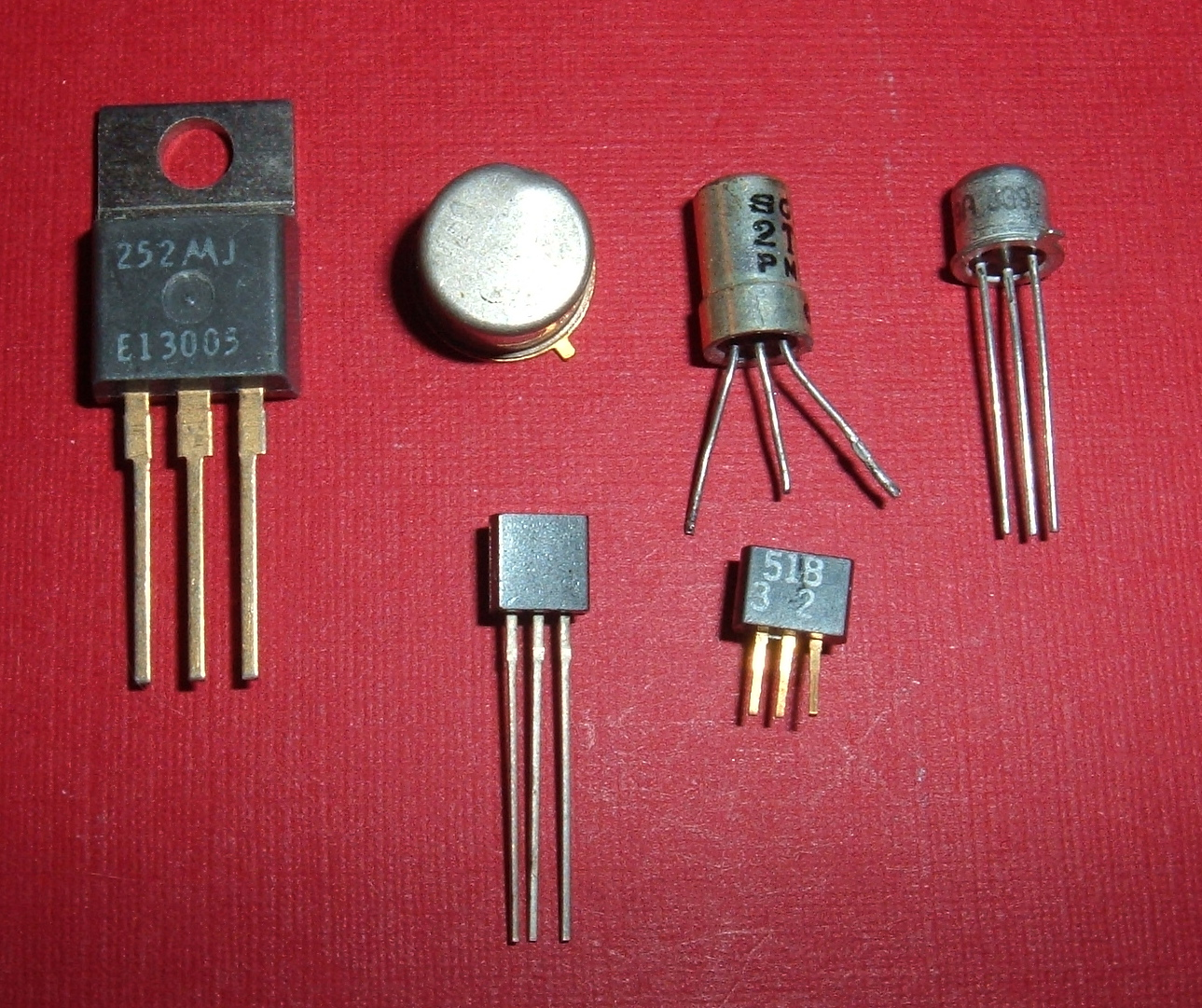
Współczesne tranzystory

W laboratoriach wynaleziono ogniwo fotowoltaiczne, tranzystor, laser, fotokomórkę, elektroniczne centrale telefoniczne, telekomunikację satelitarną, procesor optyczny, stereofoniczny zapis dźwięku. Z Bell Labs wywodzi się także system operacyjny Unix oraz język programowania C, opracowany przez Dennisa Ritchie i Kena Thompsona na początku lat 70. XX wieku oraz język C++ rozwinięty przez Bjarne Stroustrupa w latach 80.
AT&T wydzieliła Bell Labs w 1996 wraz z większością swych oddziałów zajmujących się osprzętem jako nowe przedsiębiorstwo Lucent Technologies. Niewielka grupa badaczy pozostała w ramach AT&T jako AT&T Laboratories. W roku 2016 weszło w skład przedsiębiorstwa Nokia, w wyniku przejęcia spółki Alcatel-Lucent. 
Bell Laboratories zostało dopisane w czerwcu 1999 do Księgi rekordów Guinnessa jako najczęściej nagradzane Nagrodą Nobla. Do 2021 15 pracowników laboratoriów zostało dziewięciokrotnie nagrodzonych medalem noblowskim:
- Arthur Ashkin (2018),
- Eric Betzig (2014),
- Willard Boyle i George P. Smith (2009),
- Horst Störmer, Daniel Tsui, Robert Laughlin (1998),
- Steven Chu (1997),
- Arno Penzias i Robert Woodrow Wilson (1978),
- Philip Warren Anderson (1977),
- John Bardeen, Walter H Brattain i William Shockley (1956),
- Clinton Joseph Davisson (1937).